# Marin Headlands

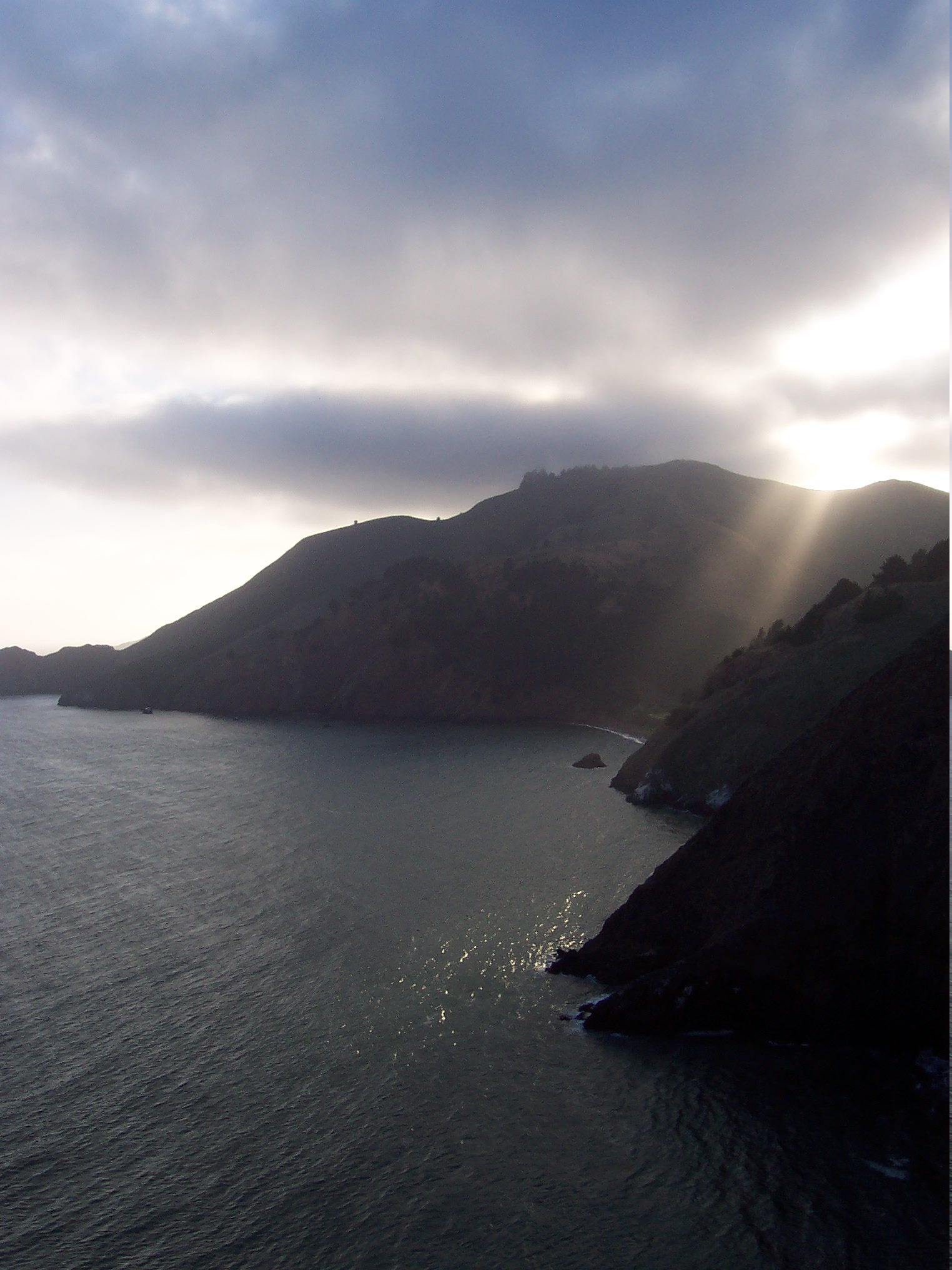
Marin Headlands, visto desde el Puente Golden Gate.

Marin Headlands (en español: Promontorio Marin) es un área montañosa en el extremo sur del condado de Marin, California, justo al norte del Puente Golden Gate. Los promontorios están localizados justo al norte de San Francisco, al cruzar el Puente Golden Gate. Toda el área forma parte del Área Recreacional Nacional Golden Gate. El promontorio (Headlands) por su magnífica vista al Área de la Bahía de San Francisco, especialmente el Puente Golden Gate.

## Clima
Las colinas empinadas a veces crean sus propias nubes cuando empujan las brisas húmedas y cálidas al Océano Pacífico a las zonas más altas con aire más frío, causando condensación, niebla, y algunas veces lluvias. Las colinas también reciben más precipitaciones que en las zonas en el nivel del mar, debido a la formación de nubes. Sin embargo, a pesar de ser más húmedo que el nivel del mar, las poderosos, ráfagas de vientos del Pacífico previenen la formación de densos bosques. Las numerosas lagunas, cordilleras, valles y en las colinas ayudan a aumentar la velocidad del viento y periódicamente, durante las tormentas invernales de gran alcance, estos vientos pueden alcanzar la fuerza de un huracán. En verano, estos vientos aún pueden tener ráfagas muy fuertes, cuando la brisa oceánica y niebla cruzan la colina.
De noviembre a febrero el promontorio está dominado por las lluvias periódicas que soplan desde el Pacífico, a menudo desde el Golfo de Alaska, originándose de ahí la mayoría de las precipitaciones durante el año. Estas nubes a menudo, grises, y días lluviosos a menudo se intercalan con los días fríos, pero muy clara. Mientras el invierno va terminando para iniciar la primavera, de abril a junio el clima tiende a ser dominado por vientos fuertes, y con menos lluvia. Los veranos en Marin Headlands cambian muy a menudo entre varios días claros y cálidos,  a varios días de niebla y fríos. Entre julio a octubre se encuentran las temperaturas promedio más altas del año para las colinas y la mayoría de días con cielos despejados.

### Geología
Marin Headlands son una fascinante creación geológica de la acreción de los cedimientos oceánicos de la placa Norteamericana a la placa del Pacífico. 
Los componentes principales de la geología de Marin Headlands incluyen arenisca, pedernal radiolario, serpentinita, basaltos, y pizarra. Estas rocas iniciaron a emigrar más de cien millones de años atrás desde el sur hasta lo que hoy llamamos "Los Ángeles". La erosión de las laderas y las actividades de construcción durante la era militar han expuesto algunos ejemplos dramáticos de estos tipos de roca, facilitando su visualización y causado también por la acción tectónica, en la cual se puede observar a lo largo de la zona.

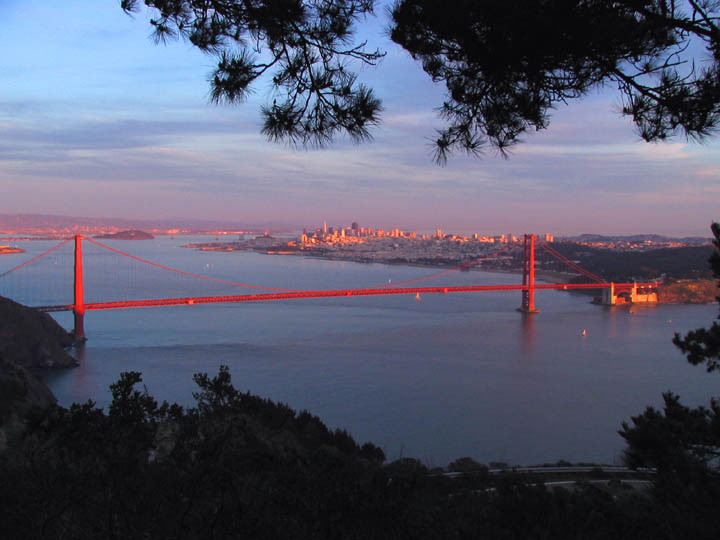
Vista del Golden Gate y San Francisco desde Hawk Hill.

### Playas
Marin Headlands tiene un sinnúmero de playas como Rodeo Beach (playa cubierta con arena oscura,) Kirby Cove, Pirates' Cove, Tennessee Beach, Muir Beach y Muir Beach Overlook. Más al norte, justo en las afueras de Marin Headlands, está Stinson Beach.